# Coupe du Président (Irlande)
Pour les articles homonymes, voir Coupe du Président.
La Coupe du Président, en anglais President's Cup est une compétition de football disputée en Irlande. Elle oppose en début de saison le vainqueur du Championnat d'Irlande de football et le vainqueur de la Coupe d'Irlande de football de la saison précédente. La première édition de cette compétition a eu lieu en 2014 et a vu la victoire du St. Patrick's Athletic FC.

## Organisation
La compétition tient son nom du Président d'Irlande sous l'égide duquel se déroule le match.

### Vainqueurs
| Saison | Vainqueur                 | Score            | Finaliste                 | Stade                      |
| 2014   | St. Patrick's Athletic FC | 1-0              | Sligo Rovers              | Richmond Park (Dublin)     |
| 2015   | Dundalk FC                | 2-1              | St. Patrick's Athletic FC | Oriel Park (Dundalk)       |
| 2016   | Cork City FC              | 2-0              | Dundalk FC                | Turners Cross (Cork)       |
| 2017   | Cork City FC              | 3-0              | Dundalk FC                | Turners Cross (Cork)       |
| 2018   | Cork City FC              | 4-2              | Dundalk FC                | Oriel Park (Dundalk)       |
| 2019   | Dundalk FC                | 2-1              | Cork City FC              | Turners Cross (Cork)       |
| 2020   | édition annulée           |                  |                           | Oriel Park (Dundalk)       |
| 2021   | Dundalk FC                | 1-1 4-3 t. a. b. | Shamrock Rovers           | Tallaght Stadium (Dublin)  |
| 2022   | Shamrock Rovers           | 1-1 5-4 t. a. b. | St. Patrick's Athletic FC | Tallaght Stadium (Dublin)  |
| 2023   | Derry City FC             | 2-0              | Shamrock Rovers           | Brandywell Stadium (Derry) |
| 2024   | Shamrock Rovers           | 3-1              | St. Patrick's Athletic FC | Tallaght Stadium (Dublin)  |
| 2025   | Shelbourne FC             | 2-0              | Drogheda United           | Tolka Park (Dublin)        |

### Bilan
| Rang | Club                      | Finales gagnées (Première-Dernière) | Finales perdues (Première-Dernière) |
| 1    | Dundalk FC                | 3 (2015-2021)                       | 3 (2016-2018)                       |
| 2    | Cork City Football Club   | 3 (2016-2018)                       | 1 (2019)                            |
| 3    | Shamrock Rovers           | 2 (2022-2024)                       | 2 (2021-2023)                       |
| 4    | St. Patrick's Athletic FC | 1 (2014)                            | 2 (2022-2024)                       |
| 5    | Derry City FC             | 1 (2023)                            | 0                                   |
| 6    | Shelbourne FC             | 1 (2025)                            | 0                                   |
| 7    | Sligo Rovers              | 0                                   | 1 (2014)                            |
| 8    | Drogheda United           | 0                                   | 1 (2025)                            |